# Liste der National Natural Landmarks in Hawaii
Dies ist eine Liste der National Natural Landmarks in Hawaii. In Hawaii gibt es sieben als National Natural Landmark ausgewiesene Objekte (Stand 2020). Sie wurden zwischen 1962 und 1972 begründet und umfassen Flächen zwischen etwa 51 Hektar und 340 Quadratkilometern.

## Liste
|   | Name               | Bild | Eintragung | Ort                                       | County          | Landbesitzer        | Beschreibung |
| - | ------------------ | ---- | ---------- | ----------------------------------------- | --------------- | ------------------- | --- |
| 1 | Diamond Head       |      | 1968       | Honolulu 21° 15′ 43″ N, 157° 48′ 20″ W    | Honolulu County | Staat               | Hoch aufragende Tuffsteinformation, die sich mitten im Stadtkern von Honolulu befindet.                                  |
| 2 | ʻĪao Valley        |      | 1972       | Wailuku 20° 52′ 51″ N, 156° 32′ 42″ W     | Maui County     | Staat               | Erodierte Vulkangipfel, die von Pflanzen bewachsen und von einem üppigen Regenwald umgeben sind.                         |
| 3 | Kanaha Pond        |      | Juni 1971  | Kahului 20° 53′ 42″ N, 156° 27′ 32″ W     | Maui County     | Staat               | Ein Schutzgebiet für Wasservögel.                                                                                        |
| 4 | Koʻolau Range Pali |      | 1972       | 21° 27′ 0″ N, 157° 54′ 0″ W               | Honolulu County | Staat, Privat       | Die zerklüftete, erodierte Bergkette ist das Überbleibsel eines Schildvulkans.                                           |
| 5 | Makalawena Marsh   |      | Juni 1972  | North Kona 19° 47′ 32″ N, 156° 1′ 31″ W   | Hawaii County   | Staat (State Park)  | Der im Kekaha Kai State Park gelegene Ort beherbergt vom Aussterben bedrohte Vögel wie den Hawaiianischen Stelzenläufer. |
| 6 | Mauna Kea          |      | Nov. 1972  | Saddle Road 19° 49′ 45″ N, 155° 27′ 36″ W | Hawaii County   | Bund, Staat         | Der 4205 m hohe Berg ist ein weltweit bekanntes Beispiel für einen Schildvulkan.                                         |
| 7 | North Shore Cliffs |      | Dez. 1972  | Molokaʻi 21° 8′ 45″ N, 156° 51′ 45″ W     | Maui County     | Bund, Staat, Privat | Enthält steile, erodierte Vulkanklippen.                                                                                 |